# Sarah Claerhout
Sarah Claerhout, née le 14 juillet 1977 à Gand est une femme politique belge flamande, membre de CD&V.

## Fonctions politiques
- députée fédérale :
  - depuis le 14 octobre 2014 en suppléance de Pieter De Crem